# Juan María Fernández y Krohn
Juan María Fernández y Krohn (* Mai 1950 in Madrid, Spanien) ist ein sedisvakantistischer katholischer Traditionalist sowie früherer Rechtsanwalt und Priester der römisch-katholischen Kirche. Bekannt wurde er durch sein Attentat auf Papst Johannes Paul II. am 12. Mai 1982 im portugiesischen Wallfahrtsort Fátima.

## Leben

### Jugend und Studium
Fernández y Krohn wurde im Mai 1950 in Madrid als Sohn einer mittelständischen andalusischen Familie mit entfernten norwegischen Vorfahren geboren. Er lernte erfolgreich an den Escuelas Pías im Madrider Stadtteil Argüelles. Mit 17 Jahren begann er sein Studium der Wirtschaftswissenschaften an der Universidad Complutense in Madrid. Zu Beginn seines Studiums schloss er sich der syndikalistischen und falangistischen Studentenverbindung Frente de Estudiantes Sindicalistas (FES) an und tat sich als Aktivist des progressiven Flügels der Gruppe hervor, ohne gewalttätig zu werden. Das Studium schloss er mit sehr guten Ergebnissen ab.
Nach der Abwendung von seiner früheren politischen Tätigkeit übernahm er zunehmend antikommunistische und integralistische Positionen und besuchte verschiedene Orte von Marienerscheinungen.

### Priesterliche Tätigkeit
1975 kam Fernández y Krohn in Ecône im Schweizer Kanton Wallis mit der Priesterbruderschaft St. Pius X. (Piusbruderschaft) in Kontakt. In Argentinien und später in Brasilien hielt er weiter Verbindung zu integralistischen Gemeinschaften. Im Jahr 1978 wurde Fernández y Krohn von dem traditionalistischen Erzbischof und Gründer der Piusbruderschaft, Marcel Lefebvre, zum Priester geweiht. Als Pfarrer betreute Fernández y Krohn zwei Gemeinden der Priesterbruderschaft bei Paris und in Rouen. Die Piusbruderschaft wurde 1970 gegründet, um an Riten und Lehren der römisch-katholischen Kirche festzuhalten, die das Zweite Vatikanische Konzil (1962–1965) aus Sicht der Bruderschaft aufgegeben hatte. 1979 schlossen die Piusbrüder Fernández y Krohn aus, weil er „Zeichen geistiger Instabilität“ gezeigt und Erzbischof Lefebvre wegen dessen angeblich zu schwacher Opposition gegen den Papst kritisiert habe. Nach Angaben der Bruderschaft habe sich Fernández y Krohn 1980 inhaltlich von Lefebvre getrennt und einer sedisvakantistischen Gruppe angeschlossen.
Im Juli 1981 bereiste er Polen und versuchte erfolglos, ein Interview mit Lech Wałęsa, dem Gründer der Gewerkschaft Solidarność, zu führen.

### Das Attentat auf Papst Johannes Paul II.

#### Tathergang
Am 12. Mai 1982 hielt sich Papst Johannes Paul II. anlässlich einer Marienwallfahrt in Fátima auf, nachdem er ein Jahr zuvor, am Gedenktag Unserer lieben Frau von Fátima, auf dem Petersplatz den Angriff des Attentäters Mehmet Ali Ağca überlebt hatte. In einer Menschenmenge näherte sich ihm der mit einer Soutane bekleidete Fernández y Krohn von hinten und rief „Nieder mit dem Papst, nieder mit dem Zweiten Vatikanischen Konzil“ aus. Danach stach er mit dem 40 cm langen Bajonett eines Mauser-Gewehrs auf Johannes Paul II. ein. Der überlebte den Angriff leicht verletzt und segnete den Attentäter noch am Tattag. Fernández y Krohn wurde von den Sicherheitskräften noch am Tatort überwältigt und ließ sich widerstandslos festnehmen.

#### Aufarbeitung des Attentats
María Fernández y Krohn musste sich für den Mordversuch sowohl nach dem Kirchenrecht als auch nach dem portugiesischen Strafrecht verantworten.

##### Kirchenrecht
Als Mitglied der römisch-katholischen Kirche zog sich Fernández y Krohn gemäß Canones 1331 f. und 1370 § 1 des Kirchenrecht die Kirchenstrafe der Exkommunikation zu. Im Fall der Anwendung von Gewalt gegen den Papst tritt die Kirchenstrafe ohne Verfahren direkt durch die Tat in Kraft. Durch die Exkommunikation verlor Fernández y Krohn das Recht, die Sakramente zu spenden oder zu empfangen.

##### Strafrecht
Fernández y Krohn wurde wegen versuchten Mordes zu einer Freiheitsstrafe von sechseinhalb Jahren verurteilt. Zusätzlich erhielt er weitere sieben Monate Haft wegen Missachtung des Gerichts. Während des Prozesses warf er Johannes Paul II. vor, als kommunistischer Agent im Vatikan eingeschleust worden zu sein, um diesen zu korrumpieren. Er leugnete, den Papst verletzt zu haben. Nachdem er in einem Gefängnis bei Lissabon drei Jahre der Strafe verbüßt hatte, wurde er 1985 aus der Haft entlassen und aus Portugal ausgewiesen.

### Nach der Haftentlassung
Nach seiner Ausweisung aus Portugal begab sich Fernández y Krohn nach Belgien, wo er sich als Rechtsanwalt betätigte. Dort kam er zu zusätzlicher Bekanntheit, weil er einen Richter ohrfeigte. Später betätigte er sich als Blogger.
Sein Attentat bezeichnete er als „Opfer“ für die Rettung der Kirche, Spaniens und seiner Überzeugung als „Nationalkatholik“. Er erklärte, nicht verrückt zu sein und seine Tat nicht zu bereuen, auch wenn er sie nicht wiederholen werde, denn er habe sich weiterentwickelt. Sich selbst bezeichnete er als Sünder, bestritt aber, eine Straftat begangen zu haben. Dem Attentäter Mehmet Ali Ağca warf er vor, antichristlich und antiwestlich eingestellt zu sein und den Papst für den Anführer von Kreuzzügen zu halten. Fernández y Krohn behauptete ferner, Johannes Paul II. habe ihm – anders als Ağca – niemals vergeben. Das Attentat habe er mit direktem Tötungsvorsatz begangen und sechs Monate lang geplant.

### Straftaten und Freiheitsstrafen in jüngerer Zeit
1996 stand Fernández y Krohn wegen Brandstiftung in der Brüsseler Niederlassung der separatistischen baskischen Partei Herri Batasuna vor Gericht und wurde verurteilt.
Im Jahr 2000 wurde er erneut festgenommen und angeklagt, in Brüssel tätliche Angriffe auf den belgischen König Albert II. und den spanischen König Juan Carlos I. versucht zu haben. Er wurde dafür zu einer fünfjährigen Freiheitsstrafe verurteilt.

## Familie
Fernández y Krohn hat einen erwachsenen Sohn.